# Manfred von Clary-Aldringen
Manfred von Clary-Aldringen, właśc. Manfred Graf von Clary und Aldringen (ur. 30 maja 1852 w Wiedniu, zm. 12 lutego 1928 w Salzburgu) – austriacki polityk, długoletni namiestnik Styrii, premier Przedlitawii od 2 października do 21 grudnia 1899.